# Tortefontaine
Tortefontaine est une commune française située dans le département du Pas-de-Calais en région Hauts-de-France.
La commune fait partie de la communauté de communes des 7 Vallées qui regroupe 66 communes et compte 29 425 habitants en 2022.

## Géographie

### Localisation
Localisée dans le sud-ouest du département du Pas-de-Calais et limitrophe du département de la Somme, Tortefontaine est une commune drainée par l'Authie et située, à vol d'oiseau, à 10 km au sud-ouest de la commune d'Hesdin-la-Forêt et à 19 km au sud-est de la commune de Montreuil-sur-Mer (chef-lieu d'arrondissement).
Le territoire de la commune est limitrophe de ceux de cinq communes, dont deux, Dompierre-sur-Authie et Ponches-Estruval, dans le département de la Somme.
Les communes limitrophes sont Gouy-Saint-André, Douriez, Mouriez, Dompierre-sur-Authie et Ponches-Estruval.

### Géologie et relief
La superficie de la commune est de 11,81 km2 ; son altitude varie de 11  à   98 mètres.

### Hydrographie
Le territoire de la commune est situé dans le bassin Artois-Picardie.
La commune est traversée par l'Authie, cours d'eau naturel de 108,18 km, qui prend sa source dans la commune de Coigneux, située dans le département de la Somme, et qui se jette dans la Manche entre les communes de Berck et de Fort-Mahon-Plage.

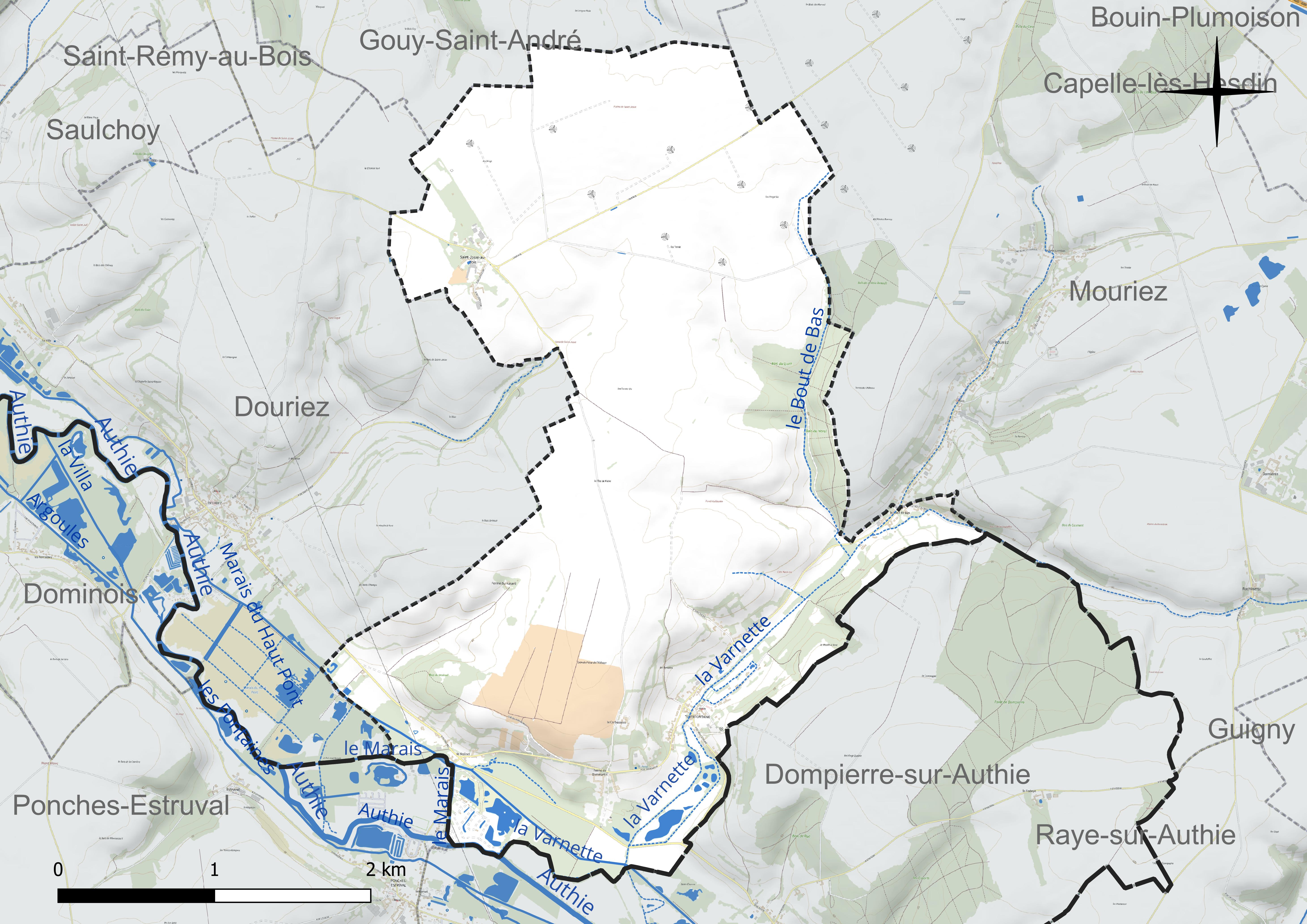
Réseau hydrographique de Tortefontaine.

### Climat
Pour des articles plus généraux, voir Climat des Hauts-de-France et Climat du Pas-de-Calais.
En 2010, le climat de la commune est de type climat océanique franc, selon une étude du CNRS s'appuyant sur une série de données couvrant la période 1971-2000. En 2020, Météo-France publie une typologie des climats de la France métropolitaine dans laquelle la commune est exposée à un climat océanique et est dans la région climatique Côtes de la Manche orientale, caractérisée par un faible ensoleillement (1 550 h/an) ; forte humidité de l’air (plus de 20 h/jour avec humidité relative > 80 % en hiver), vents forts fréquents.
Pour la période 1971-2000, la température annuelle moyenne est de 10,3 °C, avec une amplitude thermique annuelle de 13,2 °C. Le cumul annuel moyen de précipitations est de 814 mm, avec 12,8 jours de précipitations en janvier et 8,3 jours en juillet. Pour la période 1991-2020, la température moyenne annuelle observée sur la station météorologique la plus proche, située sur la commune de Humières à 22 km à vol d'oiseau, est de 10,9 °C et le cumul annuel moyen de précipitations est de 856,9 mm,. Pour l'avenir, les paramètres climatiques de la commune estimés pour 2050 selon différents scénarios d'émission de gaz à effet de serre sont consultables sur un site dédié publié par Météo-France en novembre 2022.

### Paysages
Pour un article plus général, voir Paysage en France.
La commune s'inscrit dans l'ouest du « paysage du val d’Authie » tel que défini dans l’atlas des paysages de la région Nord-Pas-de-Calais, conçu par la direction régionale de l'Environnement, de l'Aménagement et du Logement (DREAL),.
Ce paysage, qui concerne 83 communes, se délimite : au sud, dans le département de la  Somme par le « paysage de l’Authie et du Ponthieu, dépendant de l’atlas des paysages de la Picardie et au nord et à l’est par les paysages du Montreuillois, du Ternois et les paysages des plateaux cambrésiens et artésiens. Le caractère frontalier de la vallée de l’Authie, aujourd’hui entre le Pas-de-Calais et la Somme, remonte au Moyen Âge où elle séparait le royaume de France du royaume d’Espagne, au nord.
Son coteau Nord est net et escarpé alors que le coteau Sud offre des pentes plus douces. À l’Ouest, le fleuve s’ouvre sur la baie d'Authie, typique de l’estuaire picard, et se jette dans la Manche. Avec son vaste estuaire et les paysages des bas-champs, la baie d’Authie contraste avec les paysages plus verdoyants en amont.
L’Authie, entaille profonde du plateau artésien, a créé des entités écopaysagères prononcées avec un plateau calcaire dont l’altitude varie de 100  à   163 mètres qui s’étend de chaque côté du fleuve. L’altitude du plateau décline depuis le pays de Doullens, à l'est (point culminant à 163 mètres), vers les bas-champs picards, à l'ouest (moins de 40 mètres). Le fond de la vallée de l’Authie, quant à lui, est recouvert d’alluvions et de tourbes. L’Authie est un fleuve côtier classé comme cours d'eau de première catégorie où le peuplement piscicole dominant est constitué de salmonidés. L’occupation des sols des paysages de la Vallée de l’Authie est composée pour 70 % en culture.

### Milieux naturels et biodiversité

#### Zones naturelles d'intérêt écologique, faunistique et floristique
L’inventaire des zones naturelles d'intérêt écologique, faunistique et floristique (ZNIEFF) a pour objectif de réaliser une couverture des zones les plus intéressantes sur le plan écologique, essentiellement dans la perspective d’améliorer la connaissance du patrimoine naturel national et de fournir aux différents décideurs un outil d’aide à la prise en compte de l’environnement dans l’aménagement du territoire.
Le territoire communal comprend une ZNIEFF de type 1 : le marais du Haut Pont, d’une superficie de 91 hectares. Cette ZNIEFF appartient au système écologique de la basse vallée de l’Authie, entité naturelle marquant la frontière entre l’Artois et la Picardie. Elle s’étend sur la rive droite de l’Authie et repose sur des alluvions tourbeuses drainées par un réseau de chenaux.
et une ZNIEFF de type 2 : la basse Vallée de l’Authie et ses versants entre Douriez et l’estuaire. Cette ZNIEFF forme une longue dépression au fond tourbeux  et offre plus de 4 000 hectares de marais, de prairies humides et d'étangs.

Carte des ZNIEFF de type 1 et 2 sur la commune
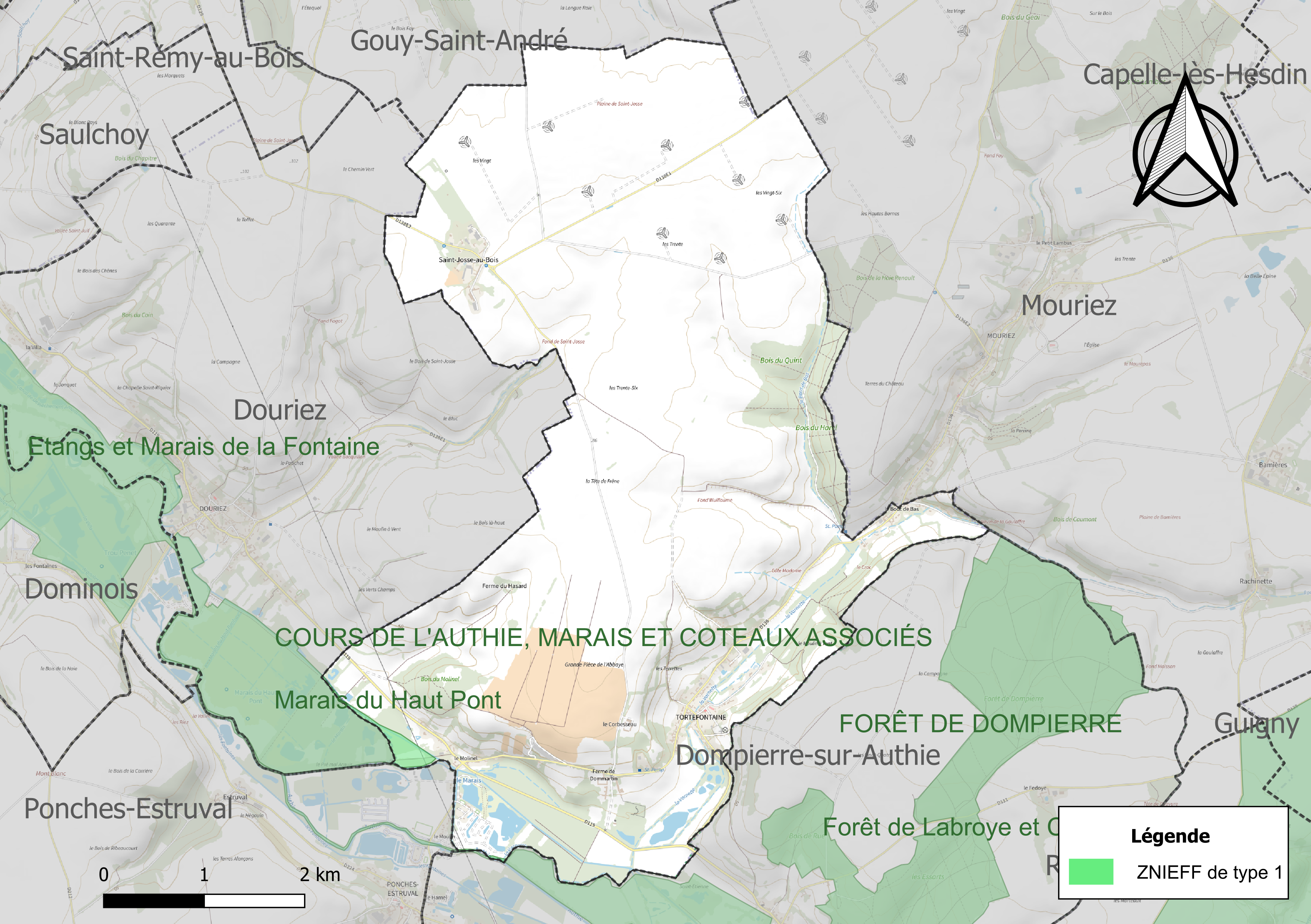
Carte de la ZNIEFF de type 1 sur la commune.
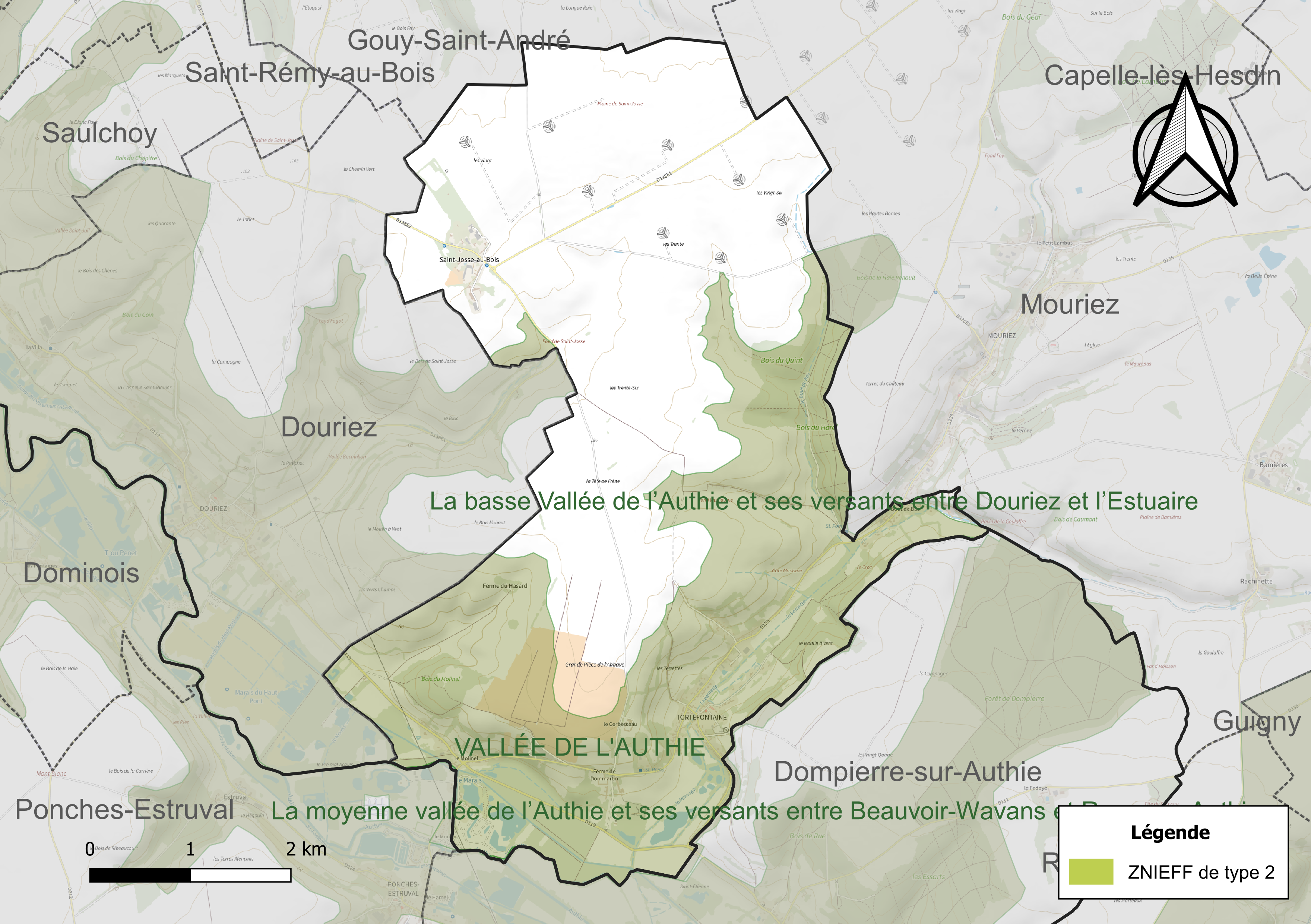
Carte de la ZNIEFF de type 2 sur la commune.

## Urbanisme

### Typologie
Au 1er janvier 2024, Tortefontaine est catégorisée commune rurale à habitat dispersé, selon la nouvelle grille communale de densité à sept niveaux définie par l'Insee en 2022.
Elle est située hors unité urbaine et hors attraction des villes,.

### Occupation des sols
L'occupation des sols de la commune, telle qu'elle ressort de la base de données européenne d’occupation biophysique des sols Corine Land Cover (CLC), est marquée par l'importance des territoires agricoles (91,6 % en 2018), une proportion identique à celle de 1990 (91,6 %). La répartition détaillée en 2018 est la suivante : 
terres arables (62,8 %), prairies (16,3 %), cultures permanentes (6,6 %), forêts (6,4 %), zones agricoles hétérogènes (6 %), zones humides intérieures (1,1 %), zones urbanisées (0,9 %). L'évolution de l’occupation des sols de la commune et de ses infrastructures peut être observée sur les différentes représentations cartographiques du territoire : la carte de Cassini (XVIIIe siècle), la carte d'état-major (1820-1866) et les cartes ou photos aériennes de l'IGN pour la période actuelle (1950 à aujourd'hui).

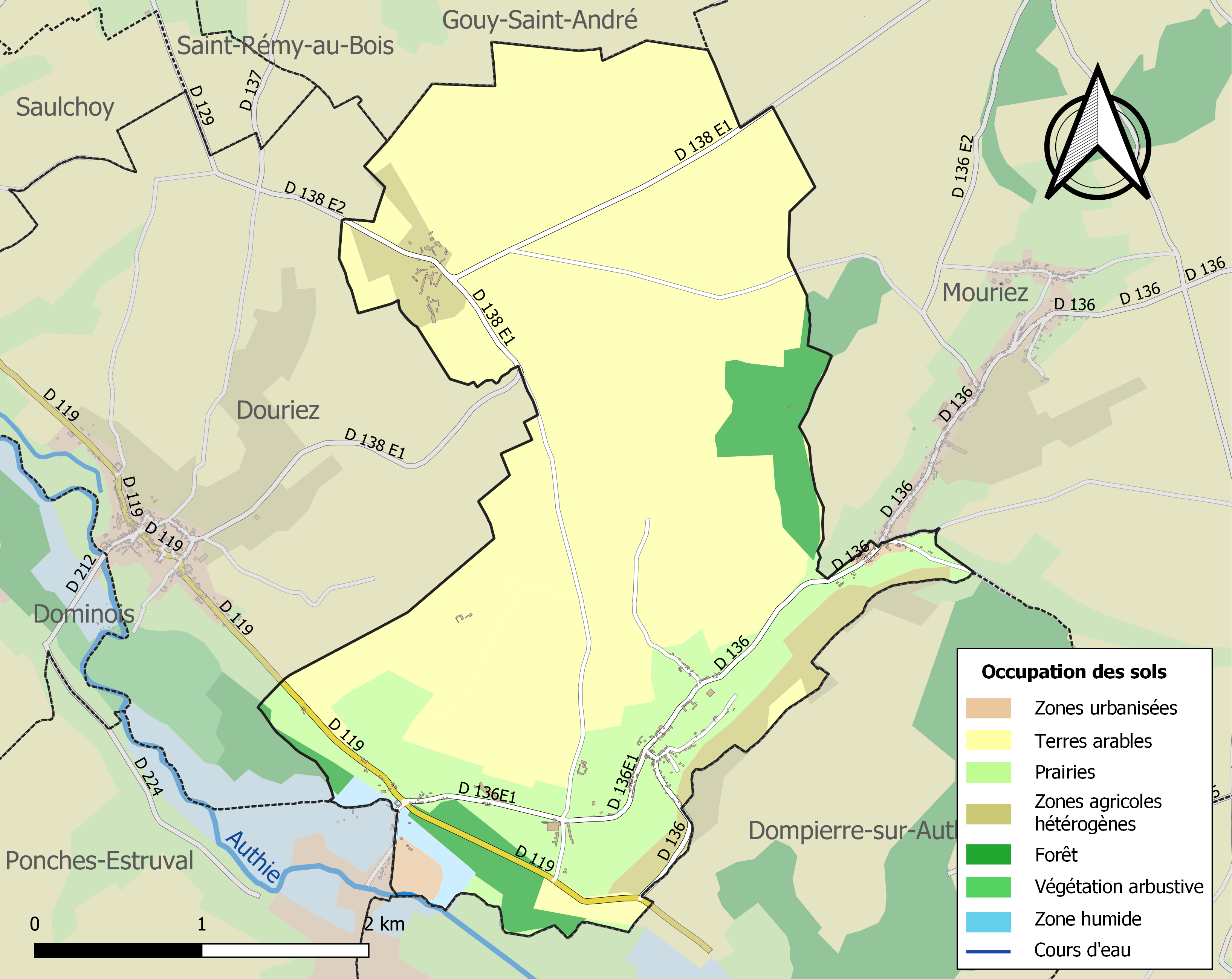
Carte des infrastructures et de l'occupation des sols de la commune en 2018 (CLC).

### Lieux-dits, hameaux et écarts
La commune rurale à vocation agricole compte trois hameaux, le Molinel, le Bout de Bas et Saint-Josse-au-Bois.

### Énergie
La construction de douze éoliennes de 125 m de haut est prévue.

## Toponymie
Le nom de la localité est attesté sous les formes Torta fontena (fin XIe siècle) ; Tortus fons (1125) ; Torta fontana (1137) ; Tortefontaine (1181) ; Tortefontene (1288) ; Tertefontaine (1384) ; Tortifontaines (1484) ; Torfontaines (1638) ; Torte-Fontaines (1720) ; Tortfontaine (1790).
Nom qui vient de tortus « tordu », et de fontana « fontaine ». Le nom s’explique par avec les méandres du cours de l'Authie qui traverse la commune,, cours d'eau naturel de 108,18 km, qui prend sa source dans la commune de Coigneux au lieu-dit la « Fontaine du Rossignol », située dans le département de la Somme, et qui se jette dans la Manche.

## Politique et administration

### Découpage territorial
La commune se trouve dans l'arrondissement de Montreuil du département du Pas-de-Calais.

#### Commune et intercommunalités
La commune est membre de la communauté de communes des 7 Vallées.

#### Circonscriptions administratives
La commune est rattachée au canton d'Auxi-le-Château.

#### Circonscriptions électorales
Pour l'élection des députés, la commune fait partie de la quatrième circonscription du Pas-de-Calais.

### Élections municipales et communautaires

#### Liste des maires
| Période                                  | Période                    | Identité        | Étiquette | Qualité                                              |
| ---------------------------------------- | -------------------------- | --------------- | --------- | ---------------------------------------------------- |
| Les données manquantes sont à compléter. |                            |                 |           |                                                      |
| (maire en 1981)                          |                            | Marcel Anselin  |           |                                                      |
| 28 juin 1991                             | mai 2020                   | Daniel Dégardin | SE        | Retraité du bâtiment Réélu pour le mandat 2014-2020, |
| 28 mai 2020                              | En cours (au 8 avril 2022) | Francis Tétu    |           | Technicien,                                          |

## Population et société

### Démographie

#### Évolution démographique
L'évolution du nombre d'habitants est connue à travers les recensements de la population effectués dans la commune depuis 1793. Pour les communes de moins de 10 000 habitants, une enquête de recensement portant sur toute la population est réalisée tous les cinq ans, les populations de référence des années intermédiaires étant quant à elles estimées par interpolation ou extrapolation. Pour la commune, le premier recensement exhaustif entrant dans le cadre du nouveau dispositif a été réalisé en 2006.

En 2022, la commune comptait 232 habitants, en évolution de +2,65 % par rapport à 2016 (Pas-de-Calais : −0,72 %, France hors Mayotte : +2,11 %).
| 1793 | 1800 | 1806 | 1821 | 1831 | 1836 | 1841 | 1846 | 1851 |
| ---- | ---- | ---- | ---- | ---- | ---- | ---- | ---- | ---- |
| 460  | 469  | 383  | 389  | 378  | 418  | 428  | 434  | 420  |

| 1856 | 1861 | 1866 | 1872 | 1876 | 1881 | 1886 | 1891 | 1896 |
| ---- | ---- | ---- | ---- | ---- | ---- | ---- | ---- | ---- |
| 406  | 404  | 417  | 400  | 408  | 387  | 369  | 355  | 383  |

| 1901 | 1906 | 1911 | 1921 | 1926 | 1931 | 1936 | 1946 | 1954 |
| ---- | ---- | ---- | ---- | ---- | ---- | ---- | ---- | ---- |
| 395  | 390  | 382  | 313  | 350  | 355  | 345  | 356  | 363  |

| 1962 | 1968 | 1975 | 1982 | 1990 | 1999 | 2006 | 2011 | 2016 |
| ---- | ---- | ---- | ---- | ---- | ---- | ---- | ---- | ---- |
| 311  | 285  | 225  | 258  | 216  | 231  | 232  | 258  | 226  |

| 2021 | 2022 | - | - | - | - | - | - | - |
| ---- | ---- | - | - | - | - | - | - | - |
| 225  | 232  | - | - | - | - | - | - | - |

#### Pyramide des âges
En 2018, le taux de personnes d'un âge inférieur à 30 ans s'élève à 26,5 %, soit en dessous de la moyenne départementale (36,7 %). À l'inverse, le taux de personnes d'âge supérieur à 60 ans est de 35,4 % la même année, alors qu'il est de 24,9 % au niveau départemental.
En 2018, la commune comptait 104 hommes pour 114 femmes, soit un taux de 52,29 % de femmes, légèrement supérieur au taux départemental (51,50 %).
Les pyramides des âges de la commune et du département s'établissent comme suit.
| Hommes | Classe d’âge | Femmes |
| ------ | ------------ | ------ |
| 1,9    | 90 ou +      | 1,7    |
| 6,5    | 75-89 ans    | 11,9   |
| 23,1   | 60-74 ans    | 25,4   |
| 25,0   | 45-59 ans    | 22,9   |
| 16,7   | 30-44 ans    | 11,9   |
| 10,2   | 15-29 ans    | 11,0   |
| 16,7   | 0-14 ans     | 15,3   |

| Hommes | Classe d’âge | Femmes |
| ------ | ------------ | ------ |
| 0,5    | 90 ou +      | 1,6    |
| 5,6    | 75-89 ans    | 8,9    |
| 16,7   | 60-74 ans    | 18,1   |
| 20,2   | 45-59 ans    | 19,2   |
| 18,9   | 30-44 ans    | 18,1   |
| 18,2   | 15-29 ans    | 16,2   |
| 19,9   | 0-14 ans     | 17,9   |

## Culture locale et patrimoine

### Héraldique
|  | Les armes de la ville se blasonnent ainsi : D'azur à la fontaine torse d'argent, au chef d'or chargé d'un lambel de gueules. |

### Lieux et monuments

#### Monument historique
- L'abbaye Saint-Josse de Dommartin ; portail sud ; bâtiment des hôtes : façades, toitures et salle voûtée ; bâtiments des XVIIe et XVIIIe siècles de la ferme disposés autour d'une cour et corps de logis : façades et toitures ; façades et toitures des anciennes granges, des anciennes remises à voitures, d'un pavillon du XVIIe siècle, de l'ancienne brasserie et du pigeonnier ; pavillon du XVIIe siècle : façade et toiture de la façade avant ; puits ; mur d'enceinte et sol à l'intérieur (cad. D 19, 21 à 24, 28 à 31, 41 à 45, 47, 49, 50, 52 à 57, 59, 61 à 63, 65 à 71) : inscription aux monuments historiques par arrêté du 30 octobre 1991[38],[39]. Cette abbaye est privée donc interdite à la visite.

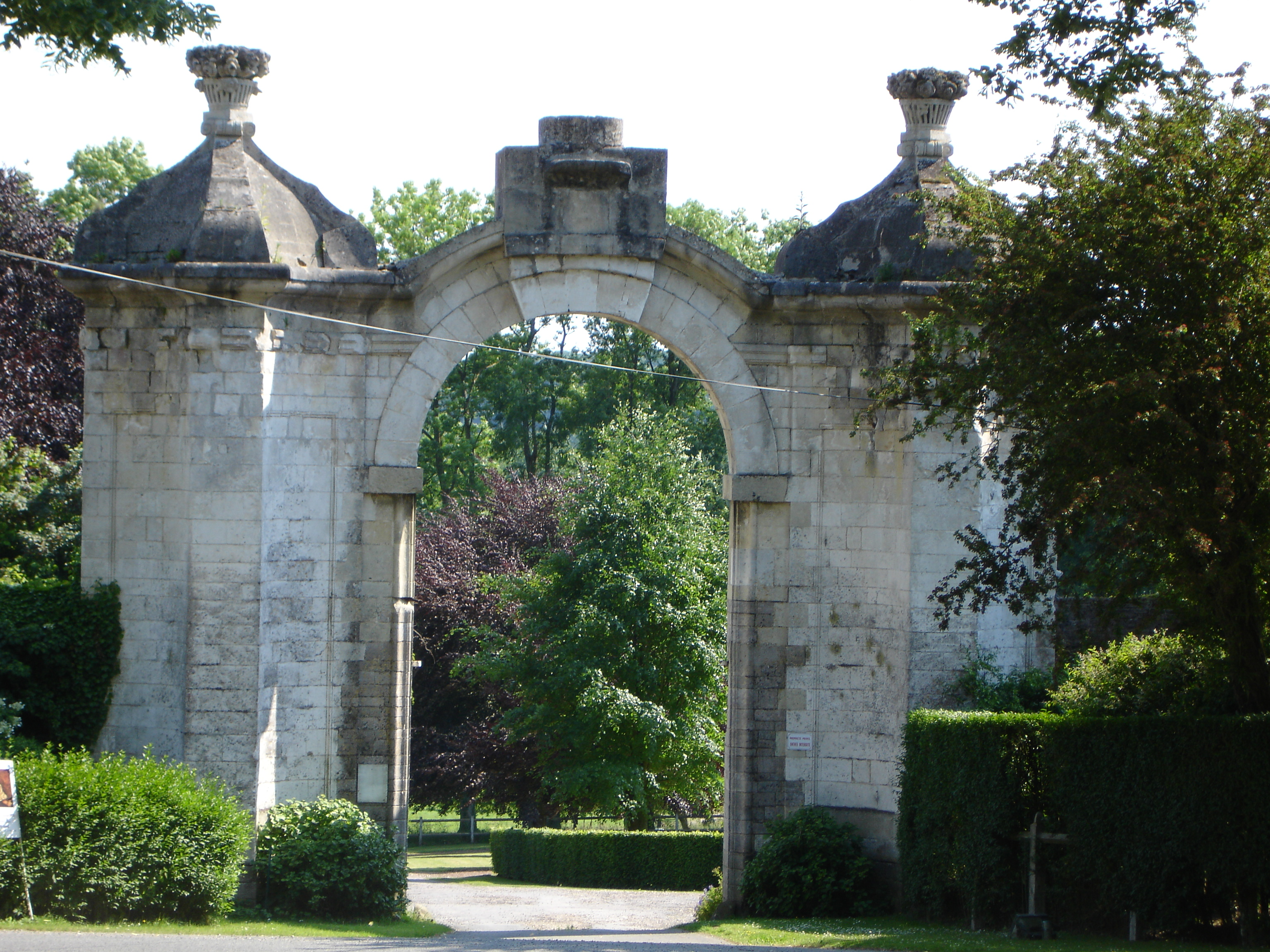
Le portail d'entrée de l'abbaye de Dommartin.
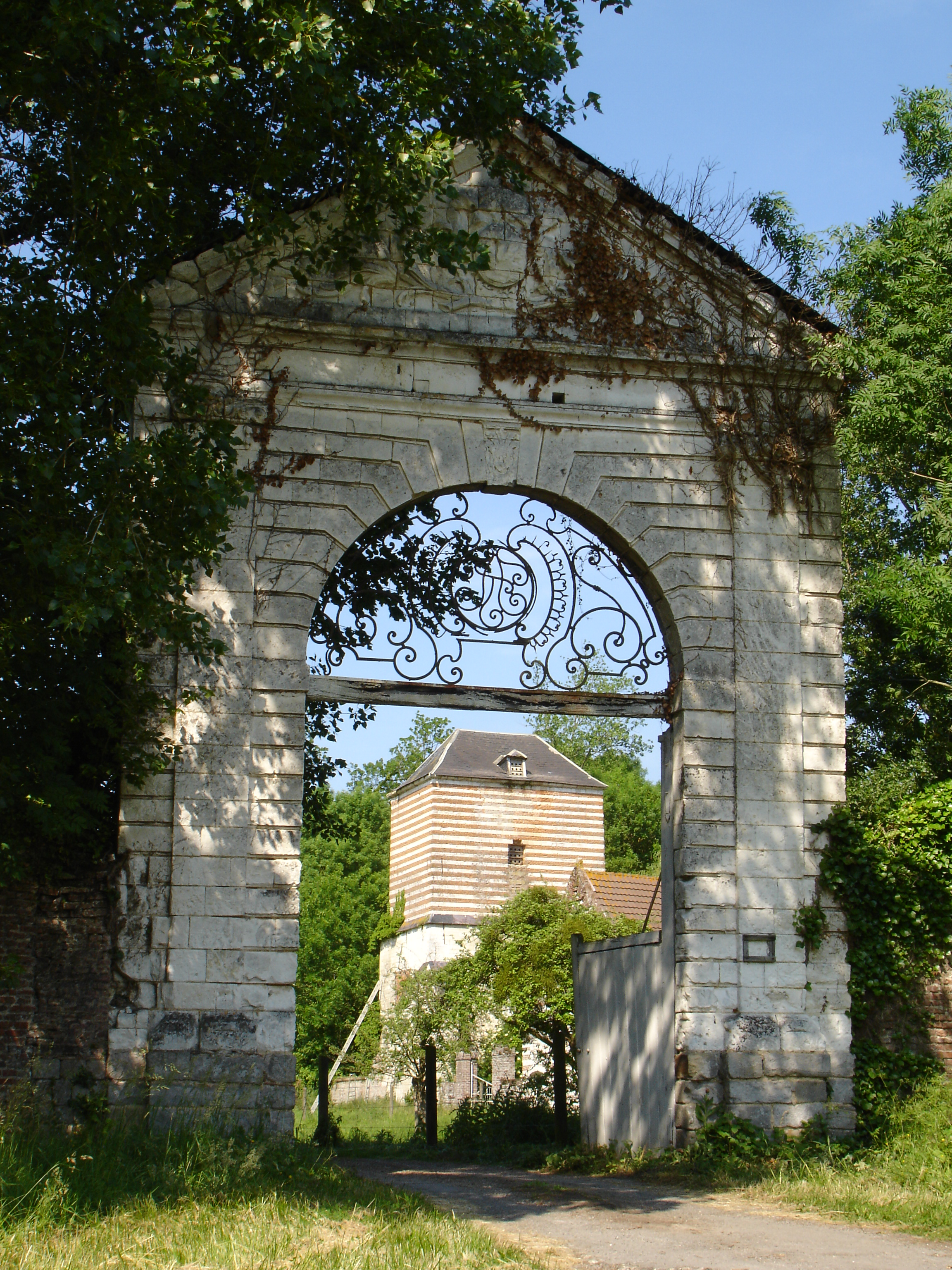
Le portail du bas.

#### Autres lieux et monuments
- L'église Saint-Martin.
- L'école.
- Le monument aux morts.
- La tombe de guerre du Flight Sergeant Robert Wilkinson RAAF mort le 20 décembre 1943 à l'âge de 25 ans.
- La salle communale.

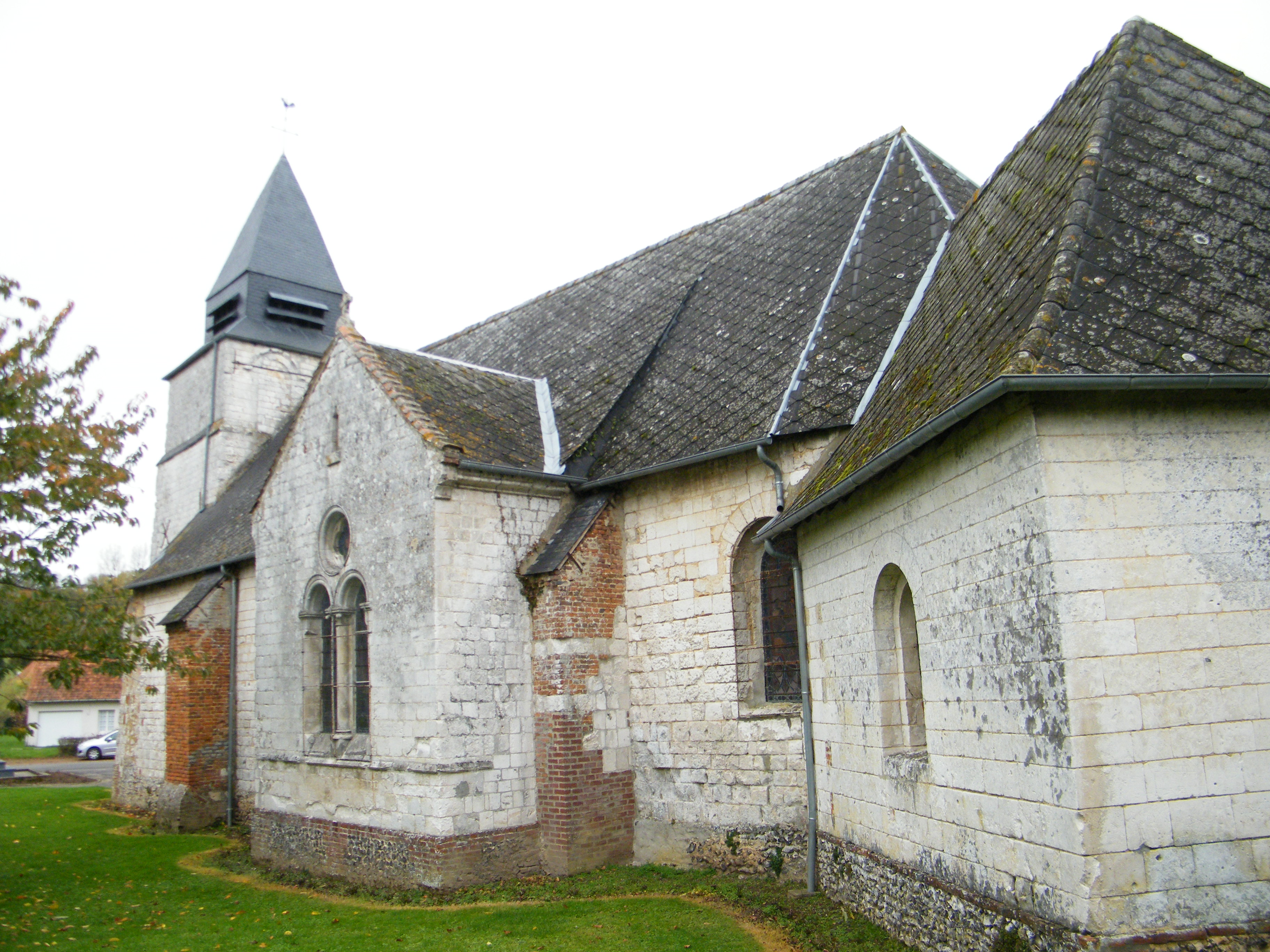
L'église.
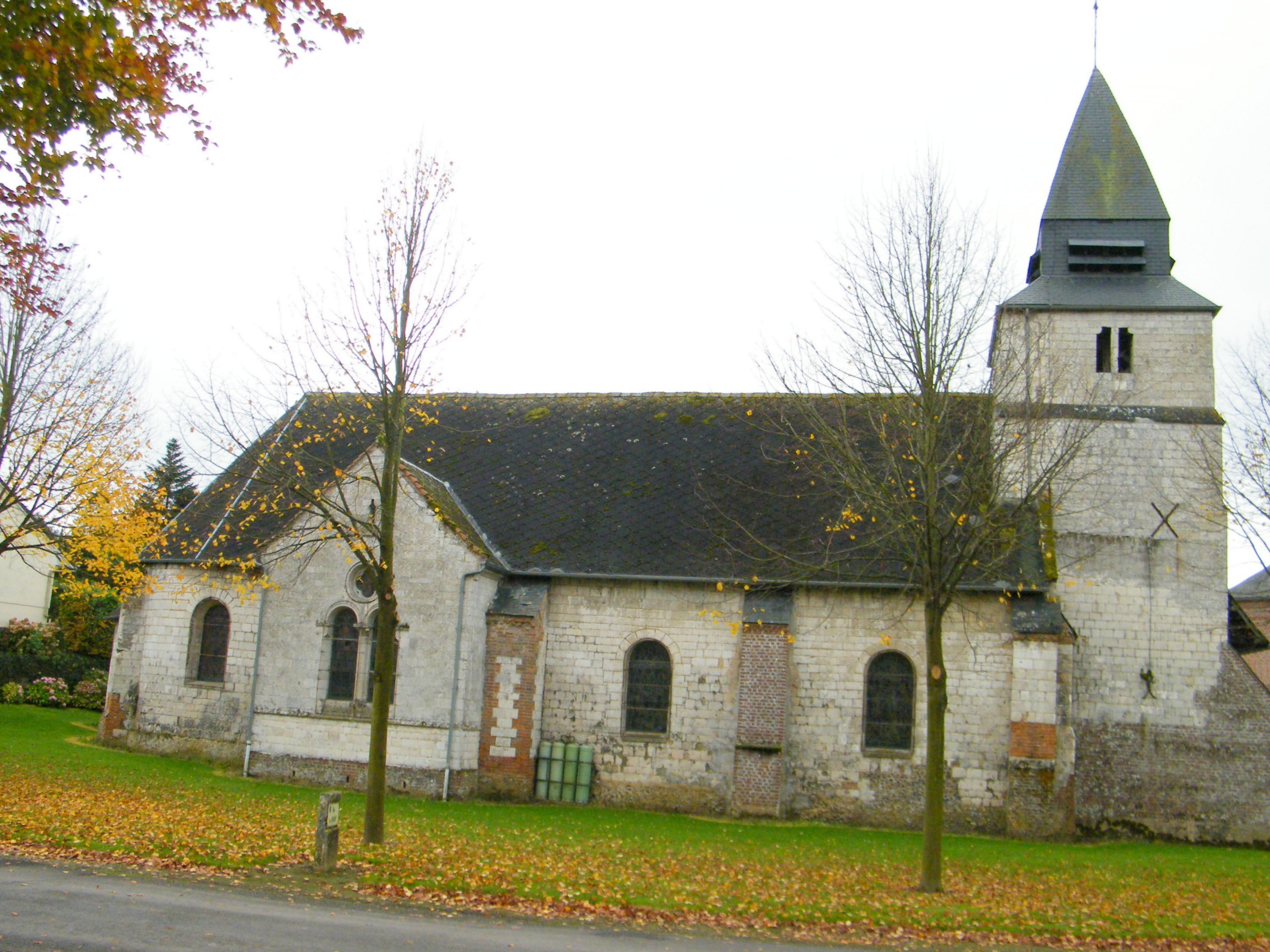
L'église, façade sud.
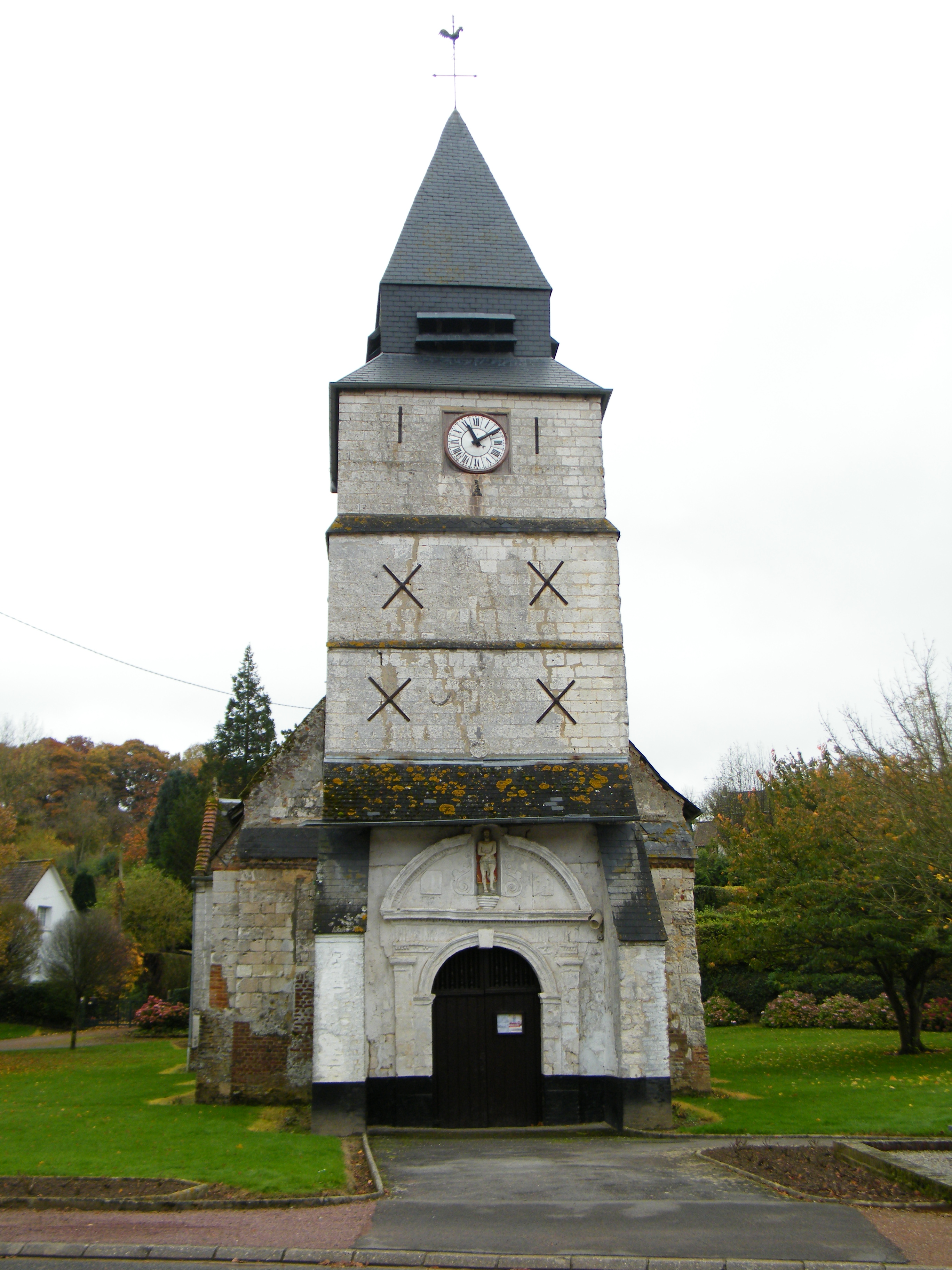
Le clocher.
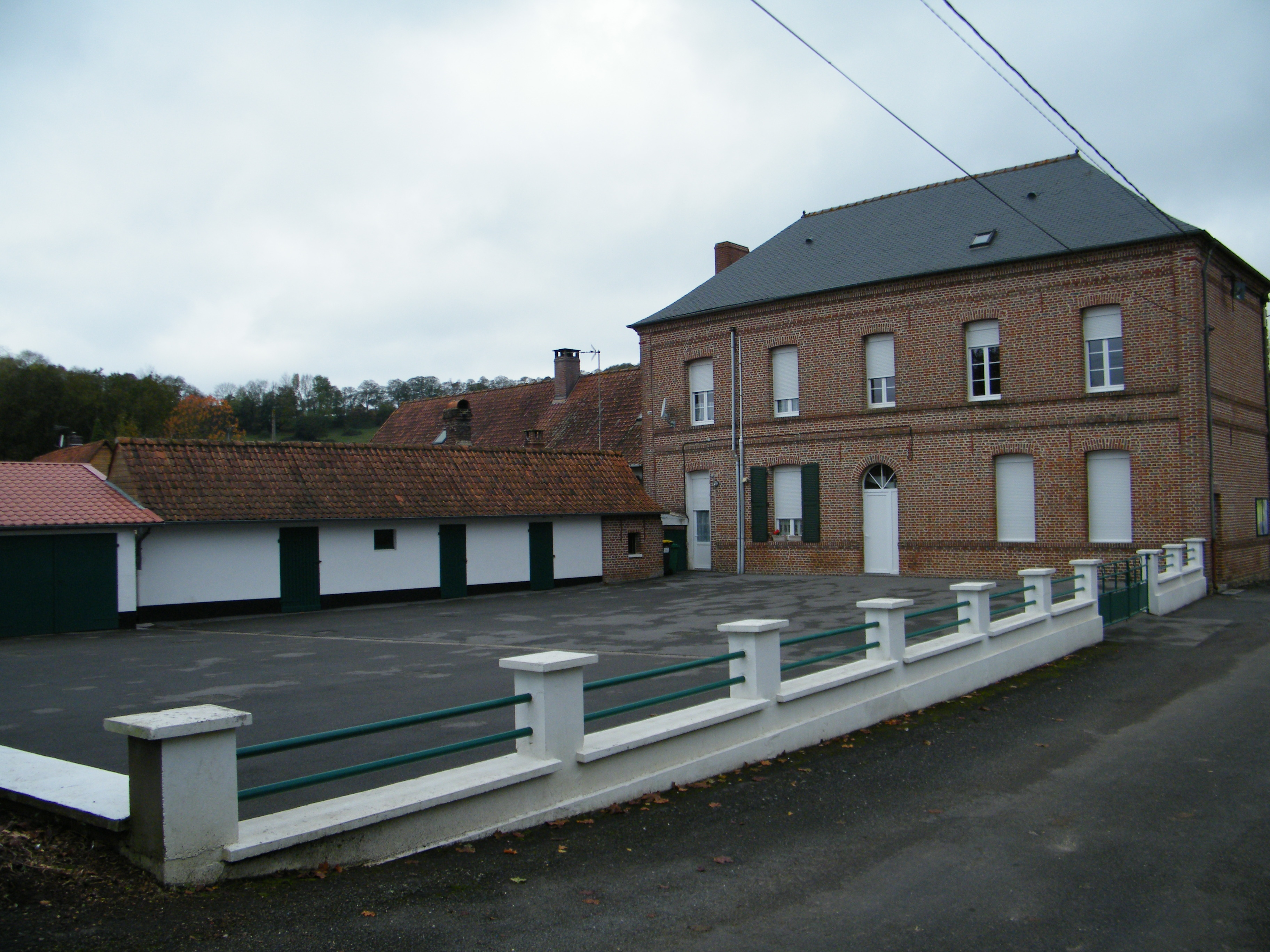
L'école.
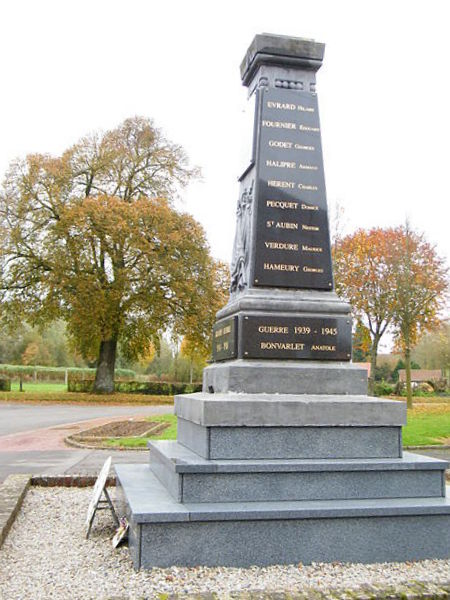
Le monument aux morts.
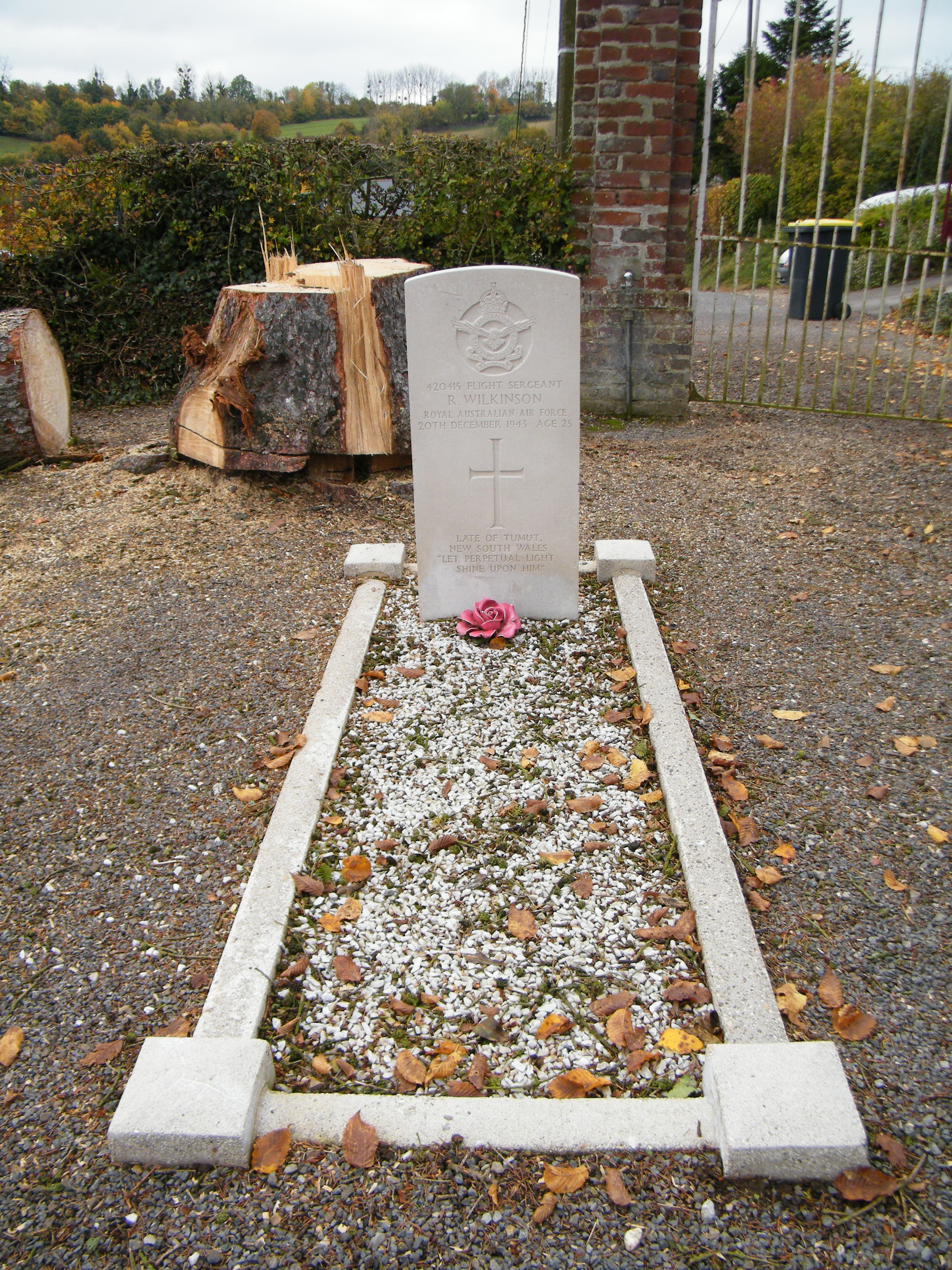
La tombe de Robert Wilkinson.
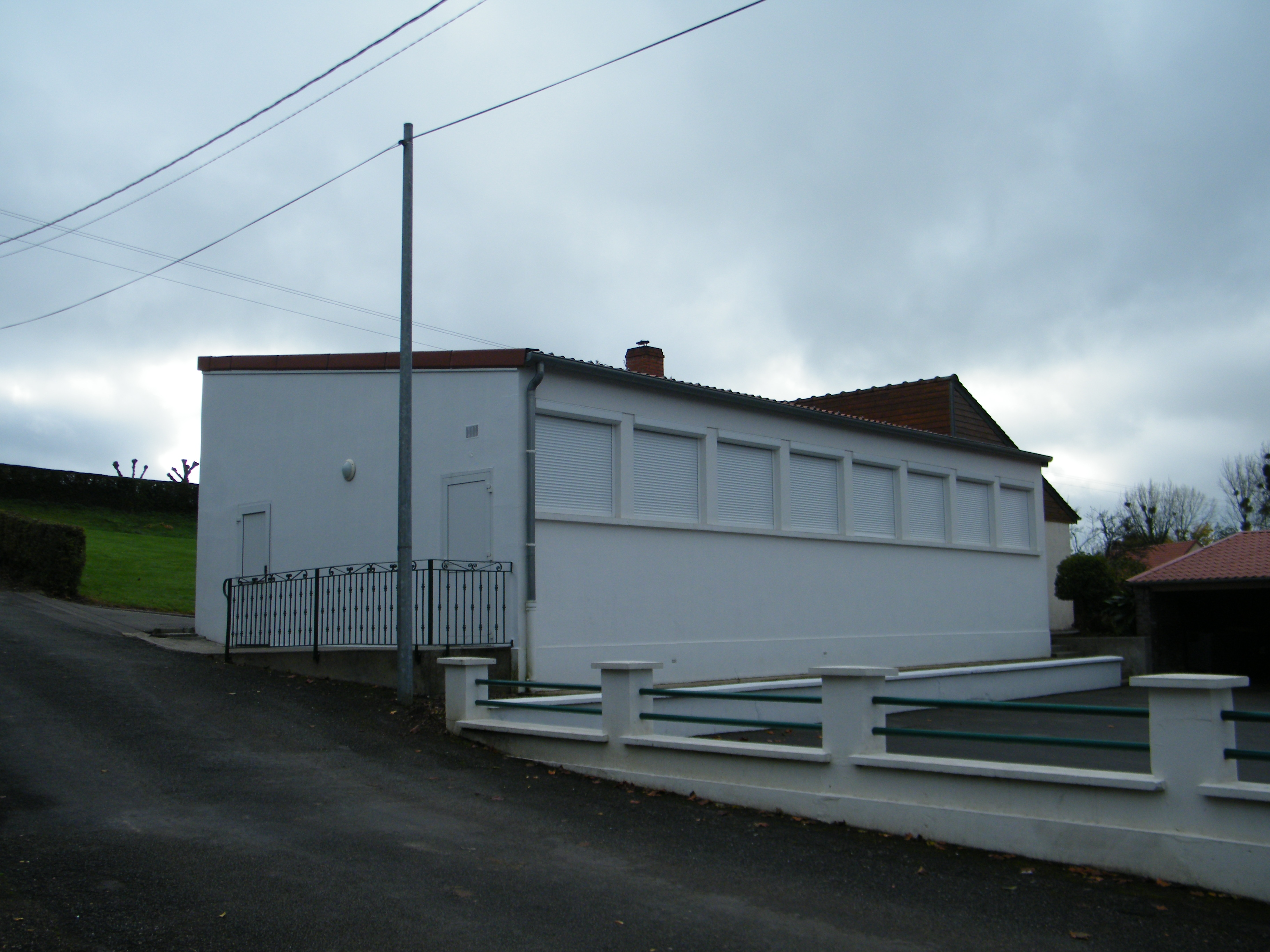
La salle communale.

### Personnalités liées à la commune
- Maurice Dagbert (1913-2000), le calculateur prodige réside les vingt dernières années de sa vie à Tortefontaine.
- Madeleine Damerment (1917-1944), résistante française, née dans la commune et exécutée au camp de concentration de Dachau.

## Pour approfondir